# Drangong
Drangong is een bestuurslaag in het regentschap Serang van de provincie Banten, Indonesië. Drangong telt 17.186 inwoners (volkstelling 2010).